# ولاد الحمر (تاوغليت)
ولاد الحمر هي إحدى مشيخات المملكة المغربية، تتبع جغرافيا لإقليم سيدي قاسم وإداريًا لتاوغليت. يقدر عدد سكانها بـ 5949 نسمة حسب الإحصاء الرسمي للسكان والسكنى لسنة 2004.